# Dewey County (Oklahoma)
Das Dewey County ist ein County im Bundesstaat Oklahoma der Vereinigten Staaten. Das U.S. Census Bureau hat bei der Volkszählung 2020 eine Einwohnerzahl von 4.484 ermittelt. Der Verwaltungssitz (County Seat) ist Taloga.

## Geographie
Das County liegt im Nordwesten von Oklahoma, ist im Westen etwa 60 km von Texas entfernt und hat eine Fläche von 2611 Quadratkilometern, wovon 21 Quadratkilometer Wasserfläche sind. Es grenzt an folgende Countys: 
| Ellis County       | Woodward County, Major County |               |
|                    |                               | Blaine County |
| Roger Mills County | Custer County                 |               |

## Geschichte

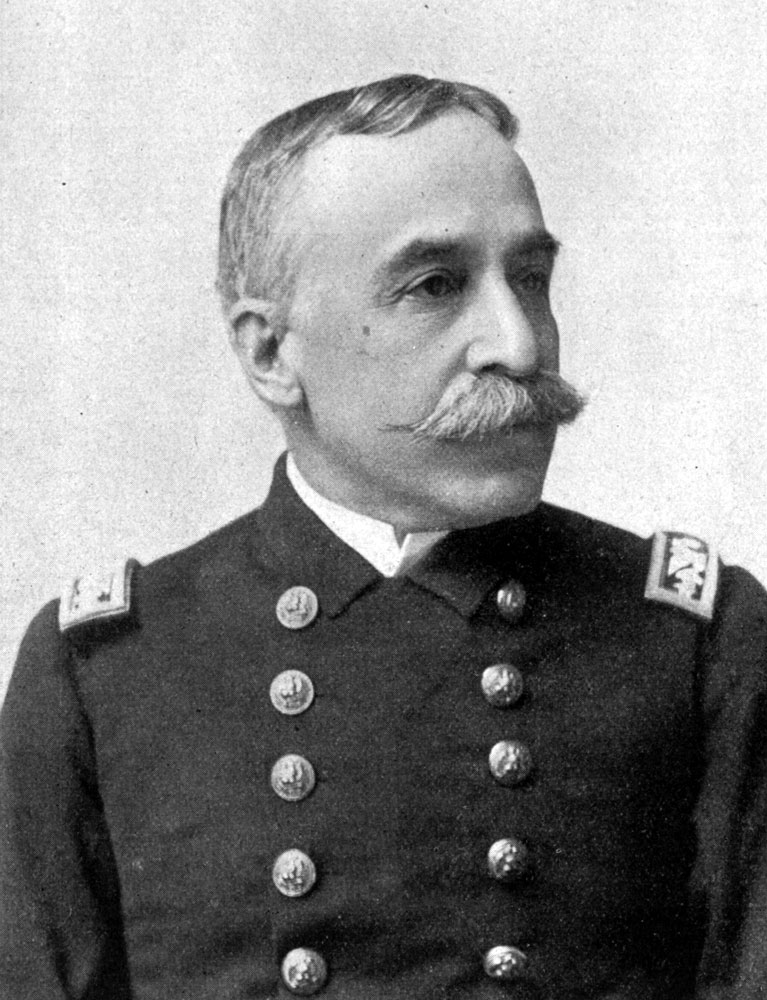
George Dewey

Das Dewey County wurde 1892 als Original-County aus freiem Territorium gebildet. Besiedelt wurde das County durch weiße Siedler während der dritten offiziellen Land-Besitznahme (Oklahoma Land Run) vom 19. April 1892. Im gleichen Jahr wurde auch das erste Postbüro eröffnet. Benannt wurde es nach Admiral George Dewey.

Vier Bauwerke und Stätten des Countys sind im National Register of Historic Places (NRHP) eingetragen (Stand 29. Mai 2018).

## Demografische Daten

Alterspyramide des Dewey County (2000)

Nach der Volkszählung im Jahr 2000 lebten im Dewey County 4.743 Menschen in 1.962 Haushalten und 1.336 Familien. Die Bevölkerungsdichte betrug 1,8 Einwohner pro Quadratkilometer. Ethnisch betrachtet setzte sich die Bevölkerung zusammen aus 92,16 Prozent Weißen, 0,13 Prozent Afroamerikanern, 4,64 Prozent amerikanischen Ureinwohnern, 0,06 Prozent Asiaten, 0,02 Prozent Bewohnern aus dem pazifischen Inselraum und 0,72 Prozent aus anderen ethnischen Gruppen; 2,28 Prozent stammten von zwei oder mehr Ethnien ab. 2,68 Prozent der Bevölkerung waren spanischer oder lateinamerikanischer Abstammung, die verschiedenen der genannten Gruppen angehörten.
Von den 1.962 Haushalten hatten 26,7 Prozent Kinder unter 18 Jahre, die im Haushalt lebten. 59,8 Prozent waren verheiratete, zusammenlebende Paare, 5,0 Prozent waren allein erziehende Mütter. 31,9 Prozent waren keine Familien, 30,0 Prozent waren Singlehaushalte und in 16,4 Prozent der Haushalte lebten Menschen im Alter von 65 Jahren oder darüber. Die durchschnittliche Haushaltsgröße lag bei 2,35 und die durchschnittliche Familiengröße bei 2,93 Personen.
23,3 Prozent der Bevölkerung waren unter 18 Jahre alt, 7,1 Prozent zwischen 18 und 24, 22,9 Prozent zwischen 25 und 44, 25,7 Prozent zwischen 45 und 64 und 21,0 Prozent waren 65 Jahre oder älter. Das Durchschnittsalter betrug 43 Jahre. Auf 100 weibliche kamen statistisch 94,9 männliche Personen. Auf 100 Frauen im Alter von 18 Jahren oder darüber kamen 91,3 Männer.

Das jährliche Durchschnittseinkommen eines Haushalts betrug 28.172 USD und das durchschnittliche Einkommen einer Familie betrug 36.114 USD. Männer hatten ein durchschnittliches Einkommen von 26.675 USD gegenüber den Frauen mit 18.548 USD. Das Prokopfeinkommen betrug 15.806 USD. 11,4 Prozent der Familien und 15,0 Prozent der Bevölkerung lebten unterhalb der Armutsgrenze.

## Städte und Gemeinden
| - Camargo - Leedey - Oakwood - Putnam | - Seiling - Taloga - Vici |